# World Baseball Classic
World Baseball Classic (WBC) är en landslagsturnering i baseboll för herrar som spelades första gången 2006. Gruppspelsmatcherna spelas på olika orter i världen, medan semifinalerna och finalen alltid spelas i USA.
WBC är den främsta internationella basebollturneringen i världen och sanktioneras av det internationella baseboll- och softbollförbundet World Baseball Softball Confederation (WBSC). Sedan 2013 räknas turneringen även som officiellt världsmästerskap, då den ersatte det tidigare Världsmästerskapet i baseboll för herrar. WBC är den enda basebollturneringen där alla de bästa spelarna i världen, professionella såväl som amatörer, har möjlighet att delta. Detta är möjligt eftersom turneringen spelas i mars, då Major League Baseball (MLB) ännu inte kommit igång med sin säsong.
Turneringen har spelats 2006, 2009, 2013, 2017 och 2023 (uppskjuten från 2021 på grund av covid-19-pandemin). Nästa turnering kommer att spelas 2026. Japan har varit den mest framgångsrika nationen med tre titlar.

## Deltagande nationer
Vid de två första turneringarna valdes de deltagande nationerna ut av arrangören. Kvalspel inför turneringen infördes 2013.
| X | Direktkvalificerad |
| K | Kvalade in         |
| k | Kvalade inte in    |

| Nation                  | 2006 | 2009 | 2013 | 2017 | 2023 | 2026 | Antal |
| ----------------------- | ---- | ---- | ---- | ---- | ---- | ---- | ----- |
| Argentina               |      |      |      |      | k    |      | 0     |
| Australien              | X    | X    | X    | K    | X    | X    | 6     |
| Brasilien               |      |      | K    | k    | k    | K    | 2     |
| Colombia                |      |      | k    | K    | X    | K    | 3     |
| Dominikanska republiken | X    | X    | X    | X    | X    | X    | 6     |
| Filippinerna            |      |      | k    | k    |      |      | 0     |
| Frankrike               |      |      | k    | k    | k    |      | 0     |
| Israel                  |      |      | k    | K    | X    | X    | 3     |
| Italien                 | X    | X    | X    | X    | X    | X    | 6     |
| Japan                   | X    | X    | X    | X    | X    | X    | 6     |
| Kanada                  | X    | X    | K    | X    | X    | X    | 6     |
| Kina                    | X    | X    | X    | X    | X    | k    | 5     |
| Kinesiska Taipei        | X    | X    | K    | X    | X    | K    | 6     |
| Kuba                    | X    | X    | X    | X    | X    | X    | 6     |
| Mexiko                  | X    | X    | X    | K    | X    | X    | 6     |
| Nederländerna           | X    | X    | X    | X    | X    | X    | 6     |
| Nicaragua               |      |      | k    | k    | K    | K    | 2     |
| Nya Zeeland             |      |      | k    | k    | k    |      | 0     |
| Pakistan                |      |      |      | k    | k    |      | 0     |
| Panama                  | X    | X    | k    | k    | K    | X    | 4     |
| Puerto Rico             | X    | X    | X    | X    | X    | X    | 6     |
| Spanien                 |      |      | K    | k    | k    | k    | 1     |
| Storbritannien          |      |      | k    | k    | K    | X    | 2     |
| Sydafrika               | X    | X    | k    | k    | k    | k    | 2     |
| Sydkorea                | X    | X    | X    | X    | X    | X    | 6     |
| Thailand                |      |      | k    |      |      |      | 0     |
| Tjeckien                |      |      | k    | k    | K    | X    | 2     |
| Tyskland                |      |      | k    | k    | k    | k    | 0     |
| USA                     | X    | X    | X    | X    | X    | X    | 6     |
| Venezuela               | X    | X    | X    | X    | X    | X    | 6     |
| Totalt                  | 16   | 16   | 16   | 16   | 20   | 20   |       |

## Resultat
| År   | Värdstad i finalen | Final                   | Final      | Final       | Semifinalister | Semifinalister   | Semifinalister          |
| År   | Värdstad i finalen | Guld                    | Resultat   | Silver      | Brons          | Resultat         | Fyra                    |
| ---- | ------------------ | ----------------------- | ---------- | ----------- | -------------- | ---------------- | ----------------------- |
| 2006 | San Diego          | Japan                   | 10 – 6     | Kuba        | Sydkorea       | Ingen bronsmatch | Dominikanska republiken |
| 2009 | Los Angeles        | Japan                   | 5 – 3 (10) | Sydkorea    | Venezuela      | Ingen bronsmatch | USA                     |
| 2013 | San Francisco      | Dominikanska republiken | 3 – 0      | Puerto Rico | Japan          | Ingen bronsmatch | Nederländerna           |
| 2017 | Los Angeles        | USA                     | 8 – 0      | Puerto Rico | Japan          | Ingen bronsmatch | Nederländerna           |
| 2023 | Miami              | Japan                   | 3 – 2      | USA         | Mexiko         | Ingen bronsmatch | Kuba                    |
| 2026 | Miami              |                         |            |             |                |                  |                         |

## Medaljtabell
Så här har medaljerna fördelats till och med 2023:
| Nr | Nation                  | Guld | Silver | Brons | Totalt |
| -- | ----------------------- | ---- | ------ | ----- | ------ |
| 1  | Japan                   | 3    | 0      | 2     | 5      |
| 2  | USA                     | 1    | 1      | 0     | 2      |
| 3  | Dominikanska republiken | 1    | 0      | 0     | 1      |
| 4  | Puerto Rico             | 0    | 2      | 0     | 2      |
| 5  | Sydkorea                | 0    | 1      | 1     | 2      |
| 6  | Kuba                    | 0    | 1      | 0     | 1      |
| 7  | Mexiko                  | 0    | 0      | 1     | 1      |
| 7  | Venezuela               | 0    | 0      | 1     | 1      |